# THE ALFEE
THE ALFEE（ジ・アルフィー），台譯阿飛合唱團，是日本歷史最長久的樂團之一，未曾經歷過活動休止，以LIVE活動為中心，每年約60餘場。1973年結成，1974年8月25日出道，曲風及支持者年齡層廣泛，粉絲自稱為（ALFEE中毒之意）。
三人都能演奏樂器及歌唱，亦有許多Switch Vocal歌曲，是其特色之一。現有一常規廣播節目（終わらない夢），每週三日本時間23點播出。此廣播節目於2024年4月開始改為每週日日本時間13點播出。

## 成員介紹
櫻井賢（日语：／ Sakurai Masaru）
1955年1月20日出生，A型血，身高170公分。
主唱／合音／貝斯／舞台左側站位／營業部長。琦玉縣秩父市出身，為秩父觀光大使，團員中唯一的已婚者。三兄弟中的次男。老家是櫻井太傳治商店。
明治學院高中畢業，明治學院大學法學部法律學科肄業（2014年3月時，明治學院大學授與名譽學士）。
為ALFEE前身樂團Confidence的創立者，Confidence時代以來唯一留下的元祖團員。
其他團員稱其為「ALFEE的創始者」、「在高中時代就創造了ALFEE的男人」、「明明是創立者卻還只是個普通團員」、「有櫻井才有THE ALFEE」。除出道初期以外，都戴著太陽眼鏡，本人曾言太陽眼鏡有如他的內褲，不可在人前脫去。
為ALFEE最廣為人知也是數量最多的主唱，成名曲（瑪麗安）及（星空的距離）皆是。聲音富有透明感及穿透力，經常被形容為美聲，特色是不使用顫音，歌聲宏亮富有力道。在ALFEE的情歌中多為不倫苦情路線。
不擅長使用3C產品，至今仍在使用翻蓋手機，且不使用時便會關機，因此聯絡手段只剩下傳真，在日本自肅期間，最無法被得知近況的一位。
平時的愛好是飲酒，以芋燒酒為最。近年為保養身體設立了休肝日，冰箱裡常置含酒精啤酒及不含酒精的啤酒。在廣播中被成員說了「你的肝臟維繫著整個樂團的存續，所以你的肝臟不只是你一個人的！」，堂本兄弟節目的一問一答環節中亦曾出現樂團能持續多久要詢問櫻井的肝臟，此一回答。
也喜歡收看電視節目，對於電視節目如數家珍，會錄製收藏有團員出場的節目，但自己本身除了以樂團身分三人一同登場以外，鮮少在電視節目出場。
與其嚴肅的外表不同，在團裡是被吐槽欺負的角色，演唱會上經常穿著布偶裝及角色扮演逗觀眾笑。學生時期成績不好的事情經常被提及作為笑點。
坂崎幸之助（日语：／ Sakazaki Kohnosuke）
1954年4月15日出生，O型血，身高164.2公分。
主唱／合音／木吉他／舞台中央站位／宣傳部長／初代隊長。東京都墨田區出身，本名坂崎幸二（日语：／ Sakazaki Kohji），上有一兄的次男，老家是酒屋・武藏屋坂崎商店（2016年結束營業）。東京都立墨田川高等學校畢業、明治學院大學文學部二部英文學科肄業（2014年3月時，明治學院大學授與名譽學士）。
音域廣、聲線富有彈性，溫柔的曲調至生鏽感的男人味都能駕馭。在ALFEE的情歌裡多為壞男人路線，有時喜歡開黃腔，在LIVE時偶爾會顯露性感壞男人的模樣，故也被粉絲稱為惡崎及色崎。粉絲愛稱為小幸（幸ちゃん）。
除了木吉他以外，也經常在LIVE演奏電子鼓及口琴，擅長模仿。是ALFEE的初代隊長，能言善道，在演唱會主持談話及負責吐槽，目前擁有兩個個人主持的廣播節目（K's TRANSMISSION）。興趣廣泛，喜歡飼養寵物及收集古董等等，只有蛇被團員禁止飼養，曾被說過若養蛇就解散。因其對和玻璃的熱愛及收藏，2008年6月時被任命為江戶切子親善大使。2020年4月15日，日本自肅期間開設了Instagram帳號並持續更新，鼓慰粉絲並上傳許多自己拍攝的照片，可從其了解坂崎興趣愛好之廣。攝影亦為其興趣之一，出版過攝影集。
吉他技巧高超，在廣播及電視節目都經常帶著吉他，戲稱沒拿著吉他就不知道怎麼說話，廣播節目中曾提及學生時代時也會帶著吉他上學。教導櫻井彈奏貝斯，亦是教導高見澤three finger吉他技巧的人，在電視節目上曾提到當時的教學歌曲是。吉他持有數200把以上。
在人形町的十字路口模仿超人力霸王的友好珍獸皮古蒙走路，是使高見澤加入樂團的契機，據說是因為想加入有皮古蒙的樂團。
有著第一眼就是個老好人的忠厚老實印象，但經常被團員說「別被他的外表給騙了！他可是個壞傢伙唷！」。
高見澤俊彥（日语：／ Takamizawa Toshihiko）
1954年4月17日出生，A型血，身高175公分。
主唱／合音／電吉他／舞台右側站位／製作部長／現任暨終身隊長。琦玉縣蕨市出身，上有一兄的次男。法國觀光親善大使，2019年3月3日聖馬利諾共和國授與騎士勳章，在聖馬利諾擁有兩處葡萄田，生產著自有品牌葡萄酒白騎士及紅騎士。
明治學院高中畢業，明治學院大學文學部英文學科肄業（2014年3月時，明治學院大學授與名譽學士）。
SOLO活動以愛稱Takamiy為名義進行，現有一個個人廣播節目（高見沢俊彦のロックばん），因愛好歷史（特別是織田信長），偶爾會變成歷史授課廣播節目。除了電吉他以外也會演奏木吉他及鋼琴。
自1979年再出道單曲（情書）以來，負責絕大部分的詞曲創作，亦擔當演唱會及CD監製。被稱為「養育ALFEE的男人」，團員也讚許他是相當可靠的隊長。負責撰寫演唱會上演出的小短劇劇本。
聲音特質為高音，具有少年音般的音質，是樂團裡本音最高音。2014年時喉嚨終因長期使用不堪負荷，以此為契機改變了歌唱方式。ALFEE的情歌中多為一夏之戀路線。
平時的愛好即是創作活動，現著有三本小說「音叉」、（暫譯：秘藏之戀，守護之愛）、特攝家族，在訪談中曾說出版五本小說以後才能自稱為小說家，現在同時進行著小說與音樂創作。不擅長英語會話，但擅長英語的讀寫。因父母皆為教師，曾在大學修過教育課程，若沒有成為音樂人就有可能會走上教師之路，高中時期比起音樂人曾更憧憬小說家。
蘋果產品愛好者。吉他持有數超過550把，為變形吉他的愛用者。喜歡閱讀漫畫及書籍，也會看動畫。認為創作的根源就是保持好奇心及對未知的熱情。
因被吉田拓郎說過「你啊，像王子一樣耶」從此開始被周遭的人喊為「王子」，形象也就此定型，上電視時都以捲髮及華麗的西裝亮相。外表纖細給人神經質的印象，但其實為人溫和，性格意外的有天然呆的一面。
運動神經很好，國中時曾任籃球校隊的主將，2009年開始鍛鍊肌肉，練出興趣之後持續鍛鍊保持體態至今（因此身材從最纖細的變成最壯碩的）。

## 樂團簡史
出道時原為4人，成員為櫻井賢、坂崎幸之助、高見澤俊彥及三宅康夫，三宅於1975年時退出，此後即以三人持續活動至今。
原本是以偶像民謠團體「ALFIE」為名出道，出道曲為高見澤主唱的（夏時雨）（A面，B面為櫻井主唱的（危險的蘋果）），離開了原本的唱片公司後，經歷過一段Live House時代，高見澤在此段時間向同事務所的前輩GARO的大野真澄學習作曲，在前輩的提攜之下作為backup band一起上音樂節目及巡迴演出。1979年以（情書）再出道，並更名為「Alfee」。1982年專輯「doubt,」開始加入搖滾元素，單曲（別離的韻律）開始，樂團名改為全大寫的「ALFEE」，以搖滾樂團開始活動，隊長變更為高見澤。1986年單曲「SWEAT&TEARS」的封面開始，樂團名稱改為「THE ALFEE」。

## 三人的關係
因是在學生時代就認識的朋友，一直以來的感覺就像是學生時代的延續，三人都是家中次男，形成了不喜出風頭的性格，不會爭著想當主唱，反而覺得當主唱要記住歌曲很麻煩。當無法決定哪個好的時候，會每種都嘗試過再決定，因此也不會起爭執。高見澤在訪談時曾說「我們都會互相禮讓。例如當新曲做好時，誰來唱？這時候都不會有人舉手。因此，這是櫻井的歌、這是坂崎的，變成由我來決定。因為不這樣做的話就會決定不了。但儘管如此也決定不了的時候就會進行徵選，大家都唱一次再以多數決定。」因此經常由櫻井主唱，櫻井曾在廣播上說「這是民主暴力！」。

## 成就紀錄
- 大阪國際女子馬拉松（大阪国際女子マラソン）主題曲

自1987年開始負責馬拉松主題曲，直到2018年停止，持續了31年之久，獲得了金氏世界紀錄認定「同一國際運動大會於電視播出由同一藝人提供最多的主題曲數量」（同一国際スポーツ大会のテレビ放送における同一アーティストによる最多テーマソング数）。2018年12月19日出版了馬拉松主題曲之專輯「Last Run!」。
- 日本演唱會數量最多紀錄保持者

2005年11月30日達成第2000次，日本職業棒球名球會特例致贈名球會會員夾克，僅ALFEE以非棒球選手之身分獲此殊榮。2015年1月31日，櫻井還曆60歲演唱會迎來第2500次。2018年10月20日達到第2700次，2020年8月25日的46周年慶生網路直播LIVE達到第2776次。
- 東京Bay Area名稱由來

現今的東京灣岸地區一般被稱作「東京Bay Area」，來由是ALFEE在1986年8月3日於當時仍是一片大空地的東京港13號掩埋地（現今台場地區）舉行的演唱會名稱「1986.8.3 SWEAT&TEARS TOKYO-BAY AREA」，此次演唱會為特別設置的舞台，並動用了大量的流動廁所及載送觀眾的巴士，將近十萬人參與。

## 派生樂團
- BE∀T BOYS（ビートボーイズ）

1981年因吉田拓郎的節目產生的團體（BEAT BOYS、1988年以後改為BE∀T BOYS），三人皆以假名活動，坂崎是、高見澤為、櫻井則是，名字取自披頭四。
設定為對ALFEE抱持著敵意，不彈奏樂器、很會跳舞、討厭汗與淚水與友情。
- The KanLeKeeZ（ザ・カンレキーズ）

為日文還曆的發音，團員三人迎來60歲所誕生的團體，史上最年長的新人團體，自稱與ALFEE毫無關係。重新復刻日本1960年代的Group Sound團體的曲子，2016年12月發行「G.S. meets The KanLeKeeZ」專輯，並以該專輯拿下2017年第59回的日本唱片大獎企畫賞，頒獎節目上受訪時高見澤曾言「將60年代Group Sounds的優美旋律，用現代的風格重新改編，當然也有原創作品，讓當年的韻味重新復甦那樣的感覺」，如此形容。

## 演唱會LIVE活動時程
自1982年夏季開始，都會賦予演唱會巡迴名稱，春秋兩季巡迴日本全國。
- 春季巡迴（／Spring Tour）：3月底至7月初，多為4月初至6月底。
- 夏季活動（／Summer Event）：7月底或8月初，場地多為東京周邊地區。
- 秋季巡迴（／Autumn Tour）：10月初至12月中。
- 冬季活動（／Winter Event）：12月23日及24日於東京武道館；12月29日於大阪城ホール。

## 外部連結
- THE ALFEE官方網站（页面存档备份，存于）
- 櫻井的老家 櫻井太傳治商店（页面存档备份，存于）
- 高見澤俊彥個人網站（页面存档备份，存于）
- 坂崎幸之助的Instagram帳戶